# ويلفريد أكا
ويلفريد أكا (بالفرنسية: Wilfried Aka)‏ مواليد 16 يونيو 1979 في باريس، هو لاعب كرة سلة من ساحل العاج ولد في فرنسا بدأ مسيرته الاحترافية في سنة 1997 ويحمل الرقم 10. يبلغ طوله 6 قدم 3.7 بوصة (1.9 م).

## فرق لعب لها
- إس تي بي لو هافر
- أورليان لواريت
- باريس لوفالوا

## روابط خارجية
- ويلفريد أكا على موقع الاتحاد الدولي لكرة السلة (الإنجليزية)
- ويلفريد أكا على موقع كرة السلة الأوروبية.كوم (الإنجليزية)
- ويلفريد أكا على موقع ريلجم (الإنجليزية)
- ويلفريد أكا على موقع بروبوليرز (الإنجليزية)
- ويلفريد أكا على موقع سبورتس رفرنس (الإنجليزية)